# 喬奇裸南極魚
喬奇裸南極魚，為輻鰭魚綱鱸形目南極魚亞目棘劫魚科的其中一種，分布於南冰洋的南喬治亞島、愛德華王子群島、Macquarie島海域，體長可達7公分，為底棲性魚類，屬肉食性，以端足類、多毛類、甲殼類等為食。

## 擴展閱讀
維基物種上的相關：喬奇裸南極魚